# Carolina Beach
|  | Dieser Artikel wurde aufgrund von inhaltlichen Mängeln auf der Qualitätssicherungsseite des Projektes USA eingetragen. Hilf mit, die Qualität dieses Artikels auf ein akzeptables Niveau zu bringen, und beteilige dich an der Diskussion! Eine nähere Beschreibung der zu behebenden Mängel fehlt. |

Carolina Beach ist eine Town New Hanover County im US-Bundesstaat North Carolina. Das U.S. Census Bureau ermittelte bei der Volkszählung 2020 eine Einwohnerzahl von 6564.
Carolina Beach liegt auf einer Halbinsel und wird vom U.S. Highway 421 tangiert. In der Gemeinde liegen der Carolina Beach State Park und das Sunny Point Army Terminal.